# Volker Bartsch

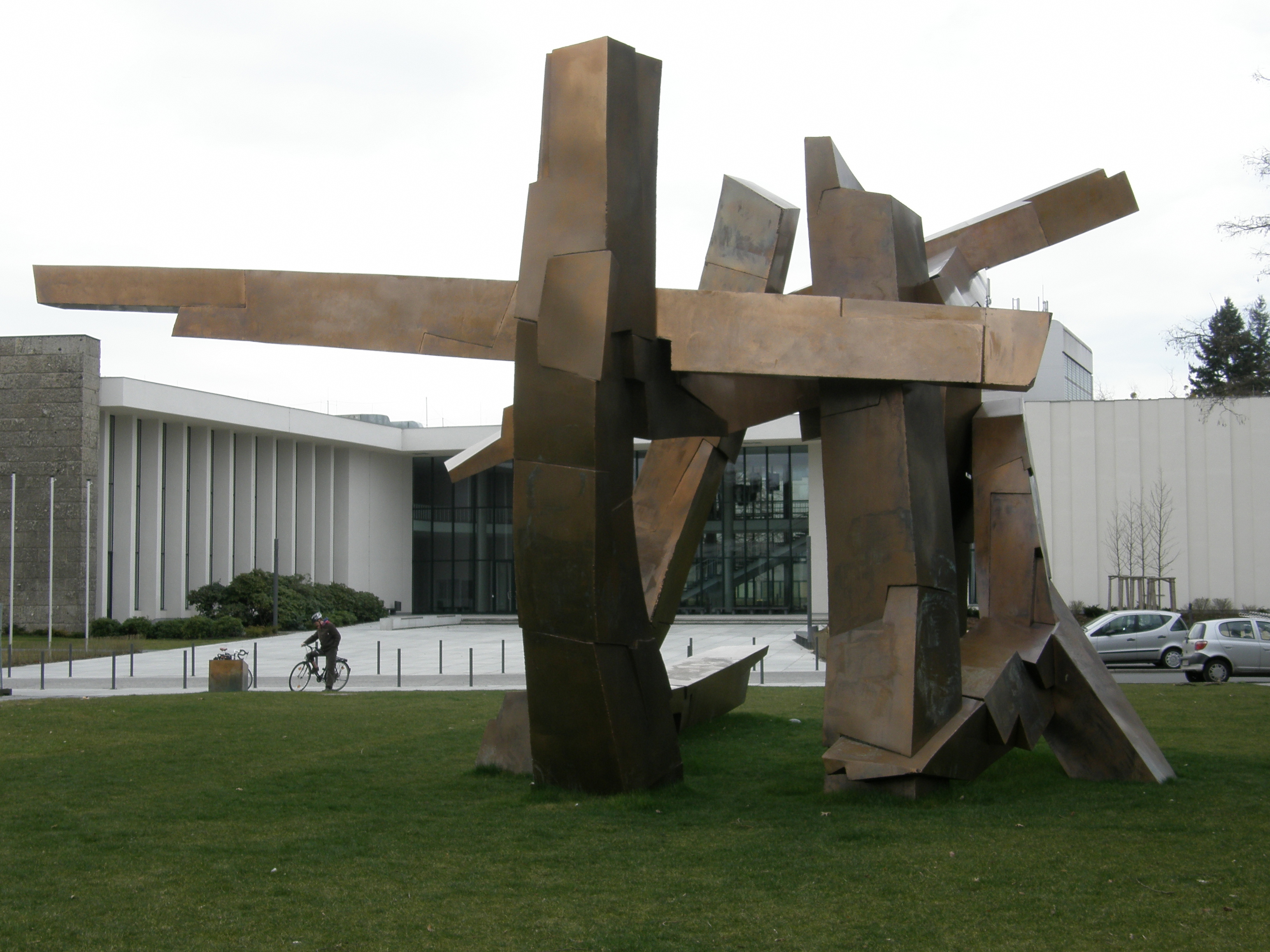
Perspektiven Berlijn

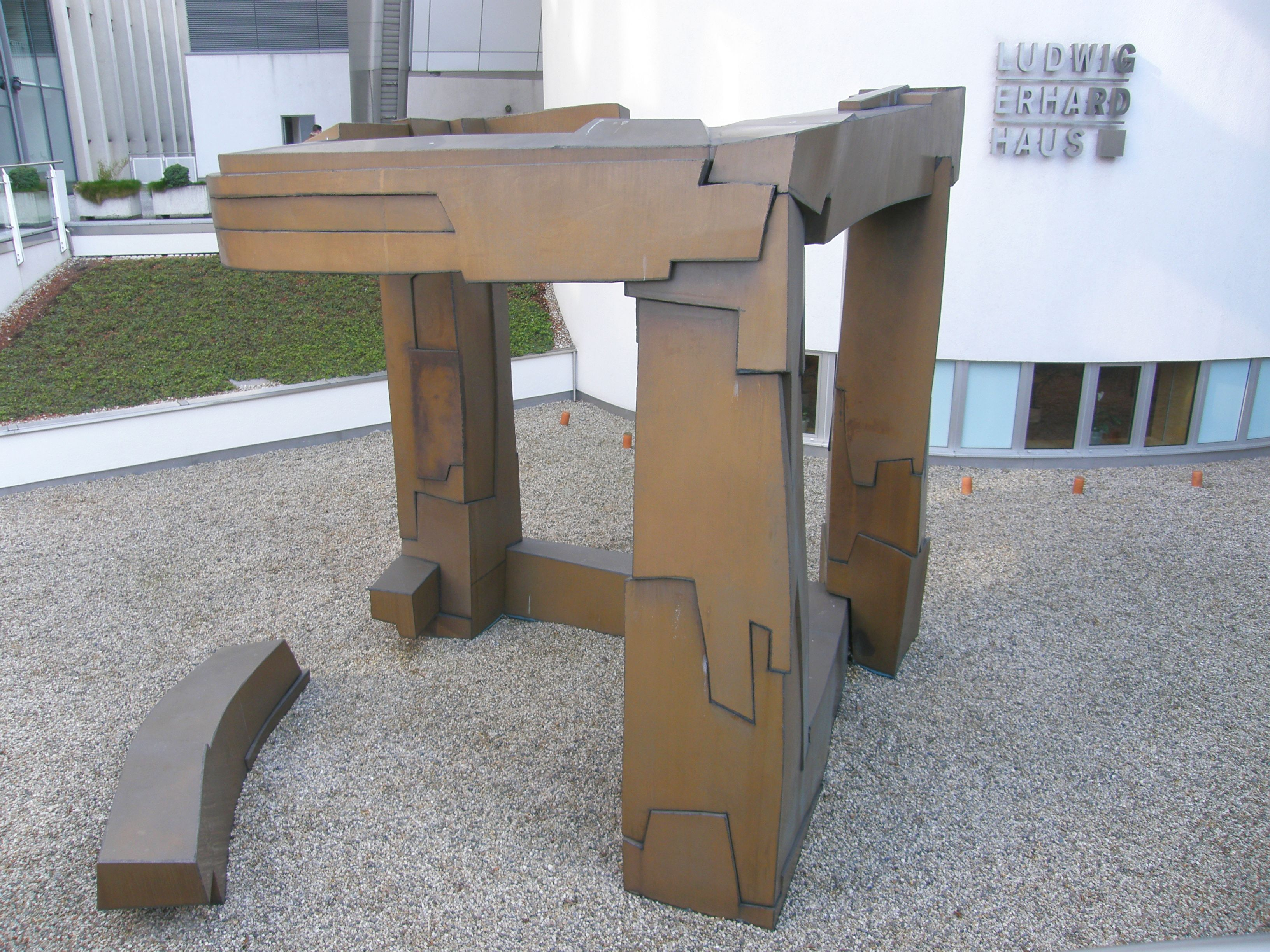
Option Berlijn

Volker Bartsch (Goslar, 1953) is een Duitse schilder en beeldhouwer.

## Leven en werk
Volker Bartsch heeft van 1973 tot 1979 een studie beeldhouwen gevolgd aan de Hochschule der Künste Berlin in Berlijn bij de hoogleraren Hans Nagel en Joe Lonas. Sinds 1981 heeft hij zich als vrijscheppend kunstenaar gevestigd in Berlijn. Hij ontving in 1988 in Goslar het Goslarer Kaiser Ring-Stipendium in het Mönchehaus Museum Goslar en in 1990 de prestigieuze Kunstpreis der Darmstätter Sezession.
Bartsch leeft en werkt in Berlijn en heeft sinds 1996 een atelier in Wildenbruch bij Potsdam. Sinds 1990 werkt Bartsch uitsluitend met brons als materiaal.

## Werken in de openbare ruimte

### Option
Bronzen sculptuur genaamd Option (2000), Industrie und Handelskammer (IHK) voor het Ludwig Erhard-Haus in Berlijn

### Perspektiven
Bronzen sculptuur genaamd Perspektiven (Perspectives) in 2007, Vrije Universiteit Berlijn (FU) Berlijn.

Het werk geldt als het grootste bronzen beeldhouwwerk in Duitsland en heeft de afmetingen: 8 x 9 x 12 meter. De sculptuur is geplaatst voor de zogenaamde Henry Ford-Bau en is een schenking van de Bank Sal. Oppenheim jr. & Cie uit Keulen aan de Vrije Universiteit.

### Andere werken
- Ammonitenbrunnen (1987), Olof-Palme-Platz in Berlijn
- Seitigkeiten (1988), Neue Nationalgalerie/Kulturforum Skulpturen in Berlijn
- Gespaltenes Tor (1989), Berlin-Wedding
- Aufbruch (1990), Lützowplatz in Berlijn
- Wächter (1991), Eschborn
- Schultoranlage (1992), Lützowstraße in Berlijn
- Tor am Karlsbad (1992), Neue Nationalgalerie/Kulturforum Skulpturen in Berlijn
- Aichacher Torblock (1992), Aichach
- Timon Carrée Tor (1993), Hannover
- Wartende (1993), Schloss Agathenburg in Stade
- Golden Gate (1994), San Francisco, Verenigde Staten
- Wasserskulptur (1994), Großräschen
- Skulpturenensemble (1995), Schulzentrum Berlin-Hohenschönhausen
- 7° (1996), Aichach
- Verwinkeltes Tor (1996), Bazel
- Wasserskulptur (1997), Schwarzheide
- Power Gate (1998), Potsdam
- Hidden Treasure (1999), Senftenberg
- Grenzenlos (1999), Plessow
- UE I (2000), Max-Delbrück-Zentrum in Berlijn
- Gespiegelter Raum (2000), Sparkasse in Ruhland
- Brückenschlag (2001), Frankfurt am Main
- Goslar-Skulptur (2002), Goslar
- drei Außenskulpturen (2003), Meppen
- Dreifach-Tor (2009), Frankfurt am Main

## Fotogalerij

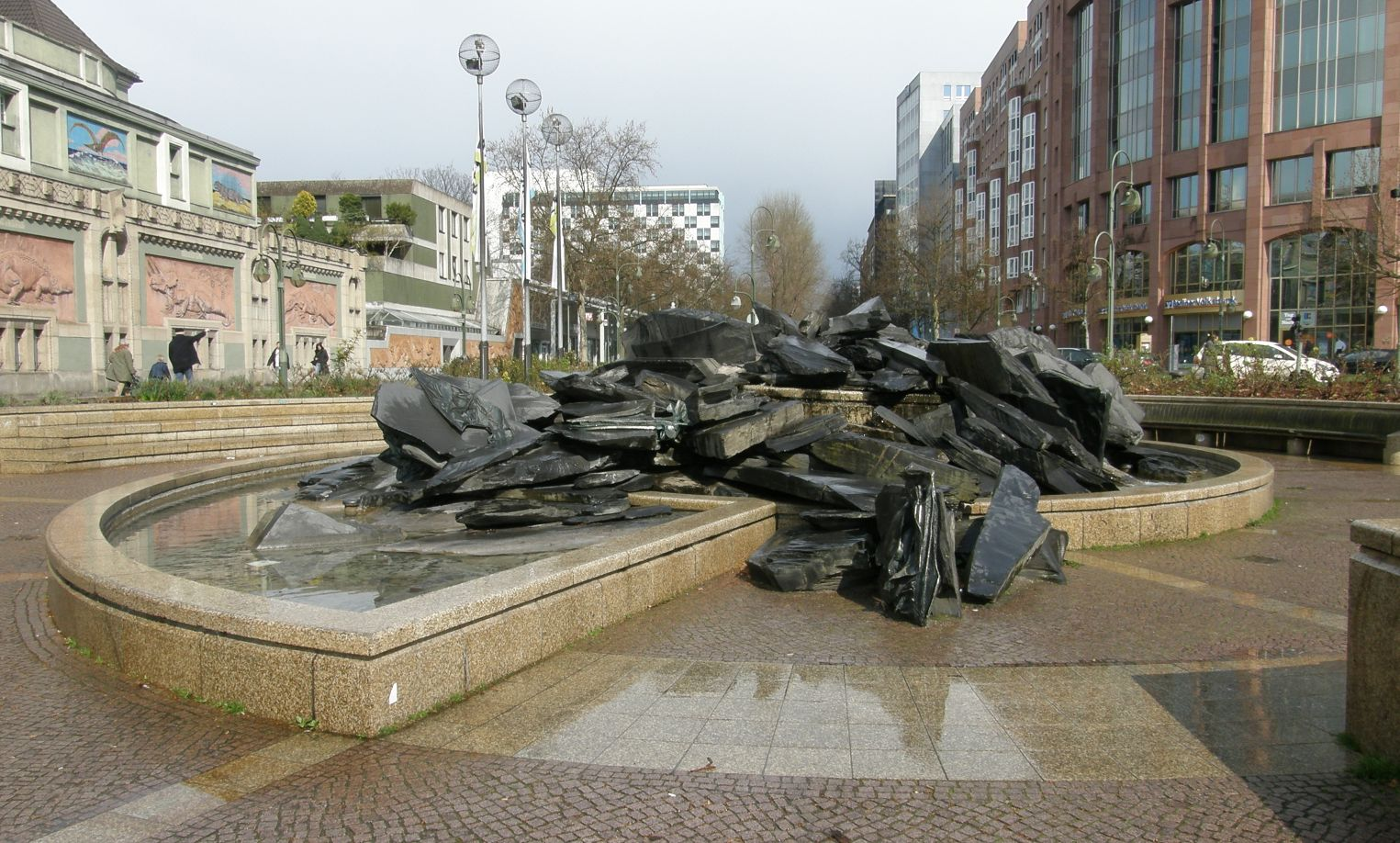
Ammonitenbrunnen (1987), Berlijn
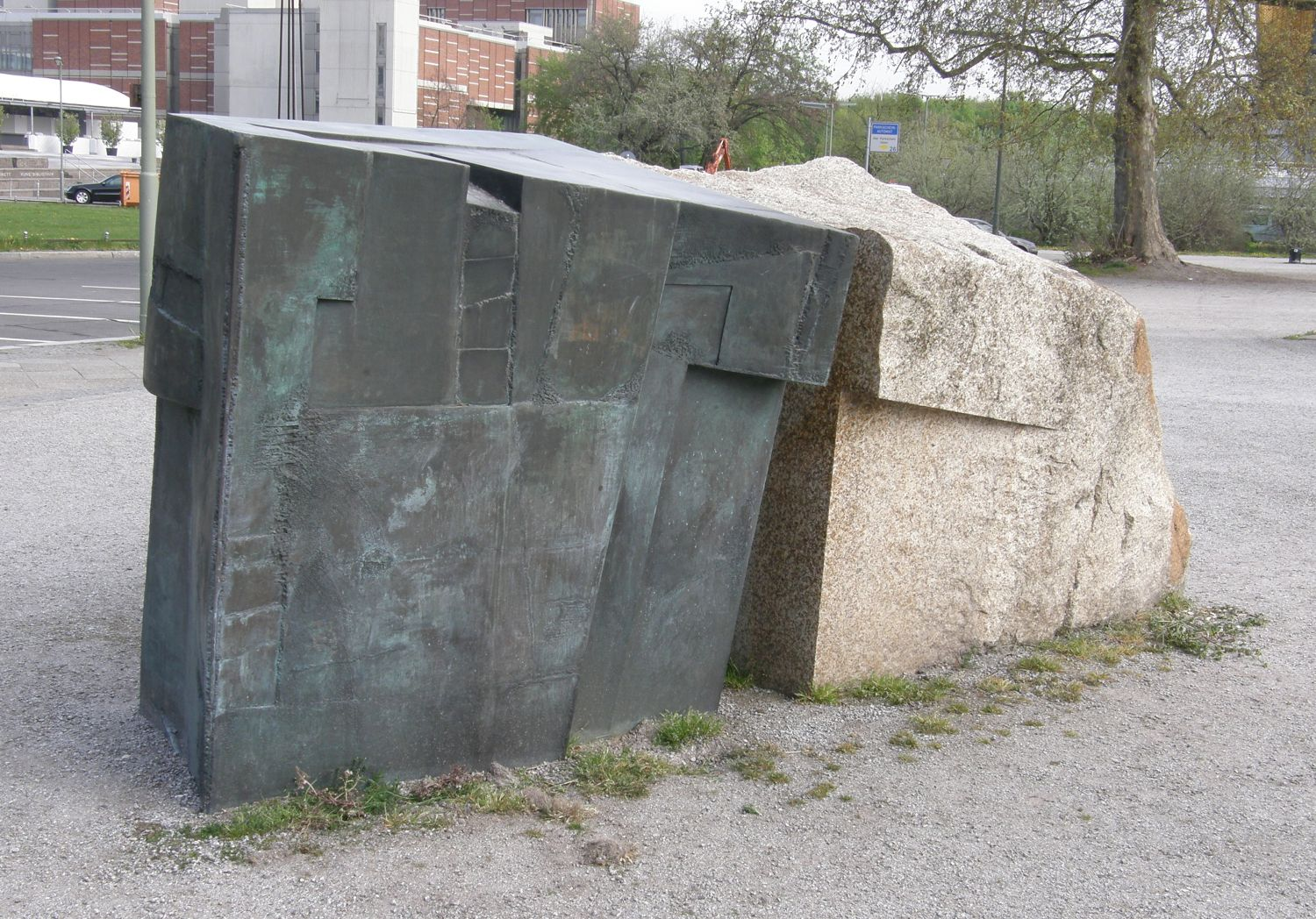
Seitigkeiten (1988), Berlijn
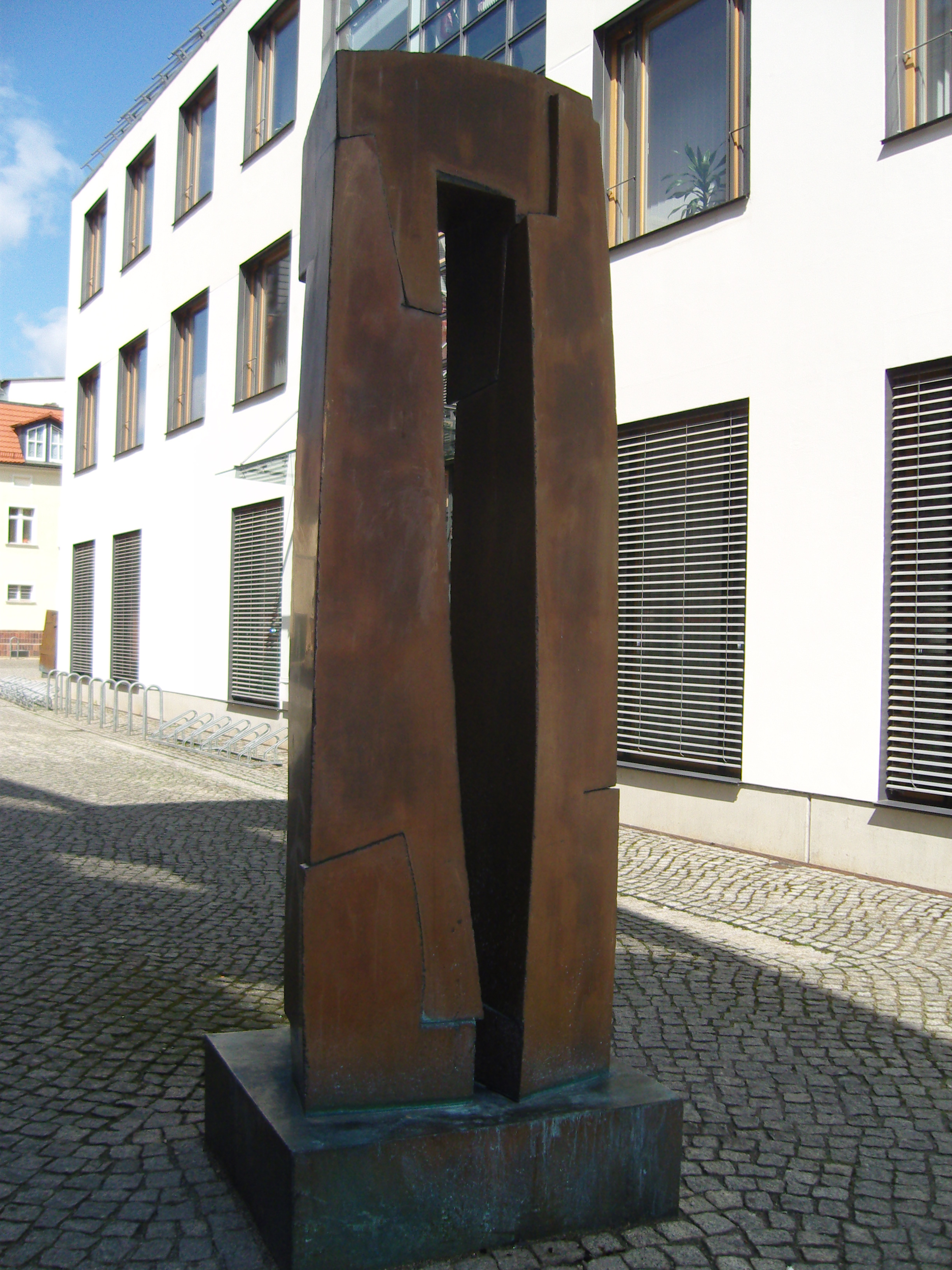
Sculptuur in Seftenberg (Brandenburg)
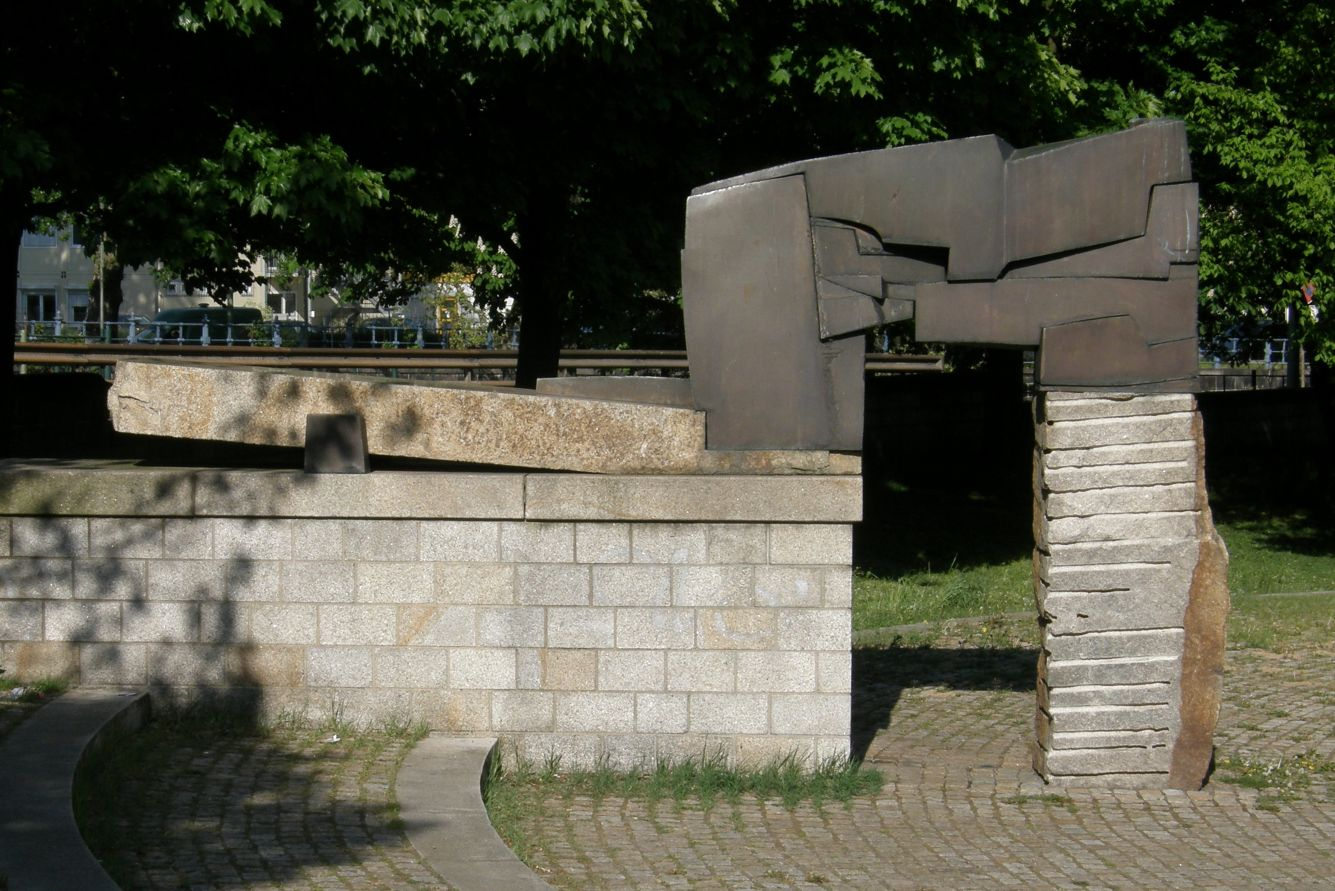
Tor am Karlsbad (1992), Berlijn
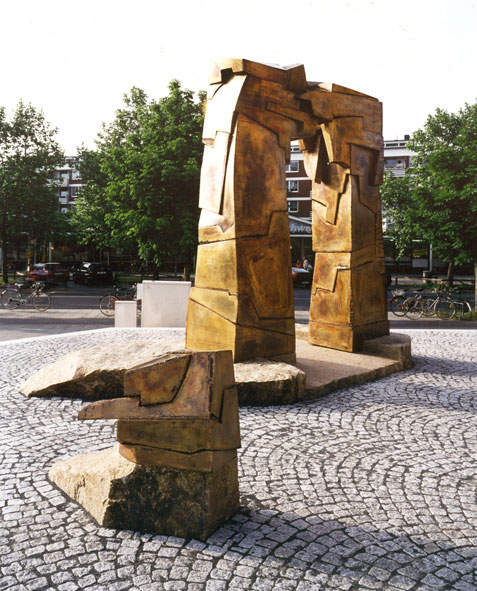
Timon Carrée Tor (1993), Hannover
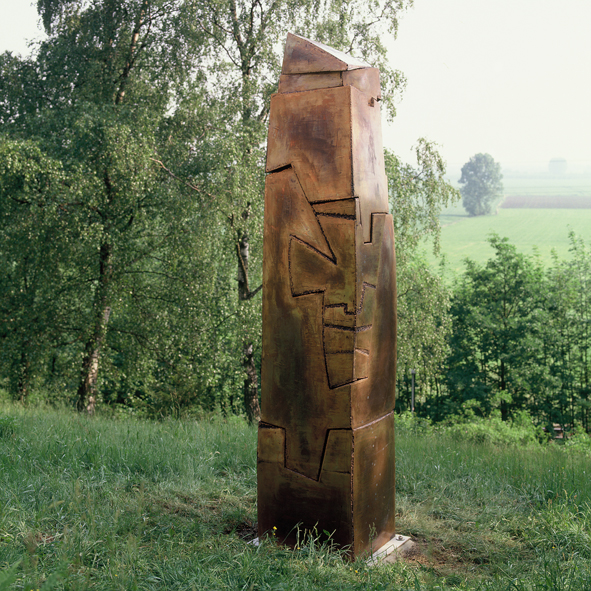
Wartende (1993), Stade
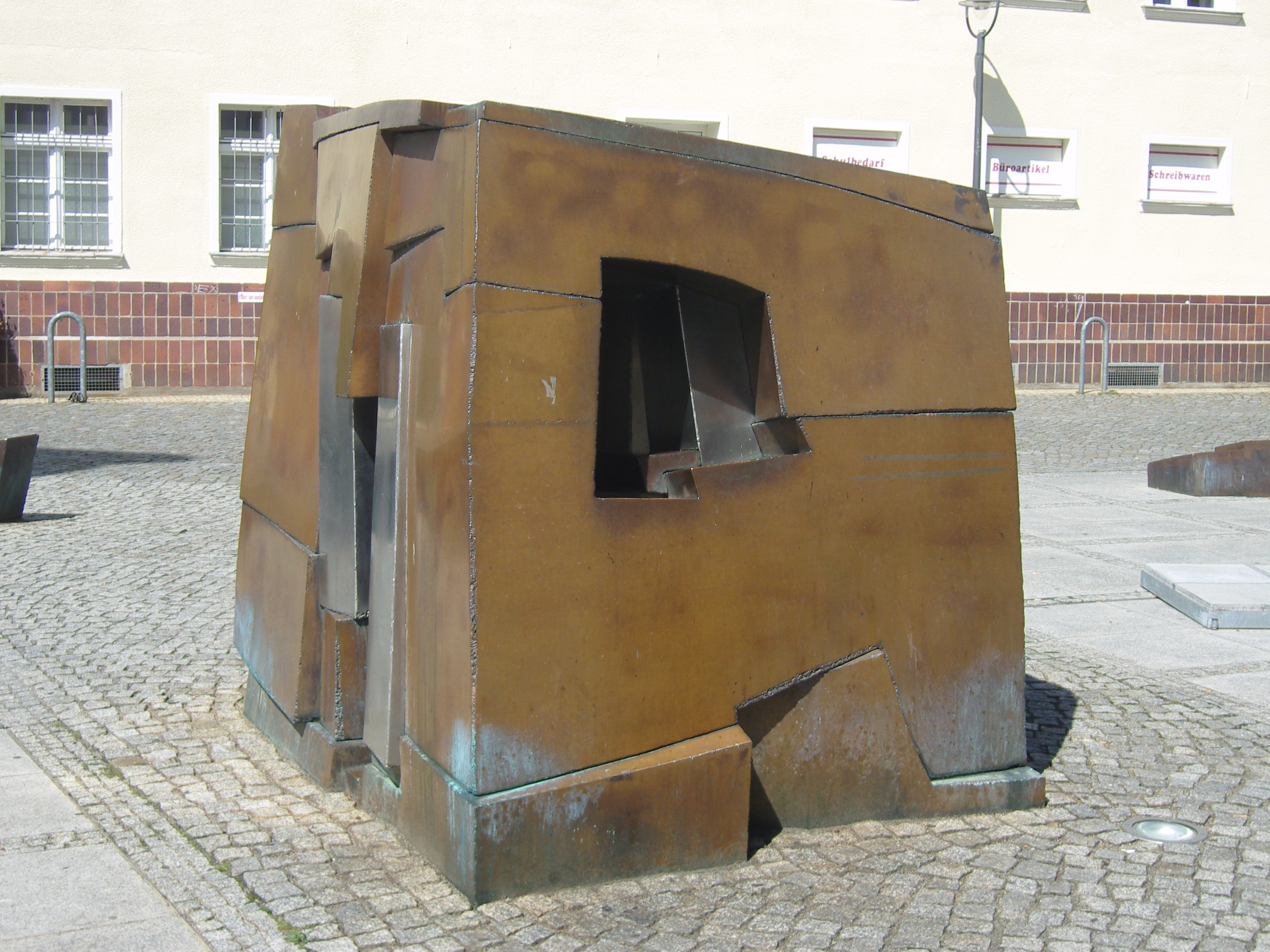
Hidden Treasure (1999), Senftenberg
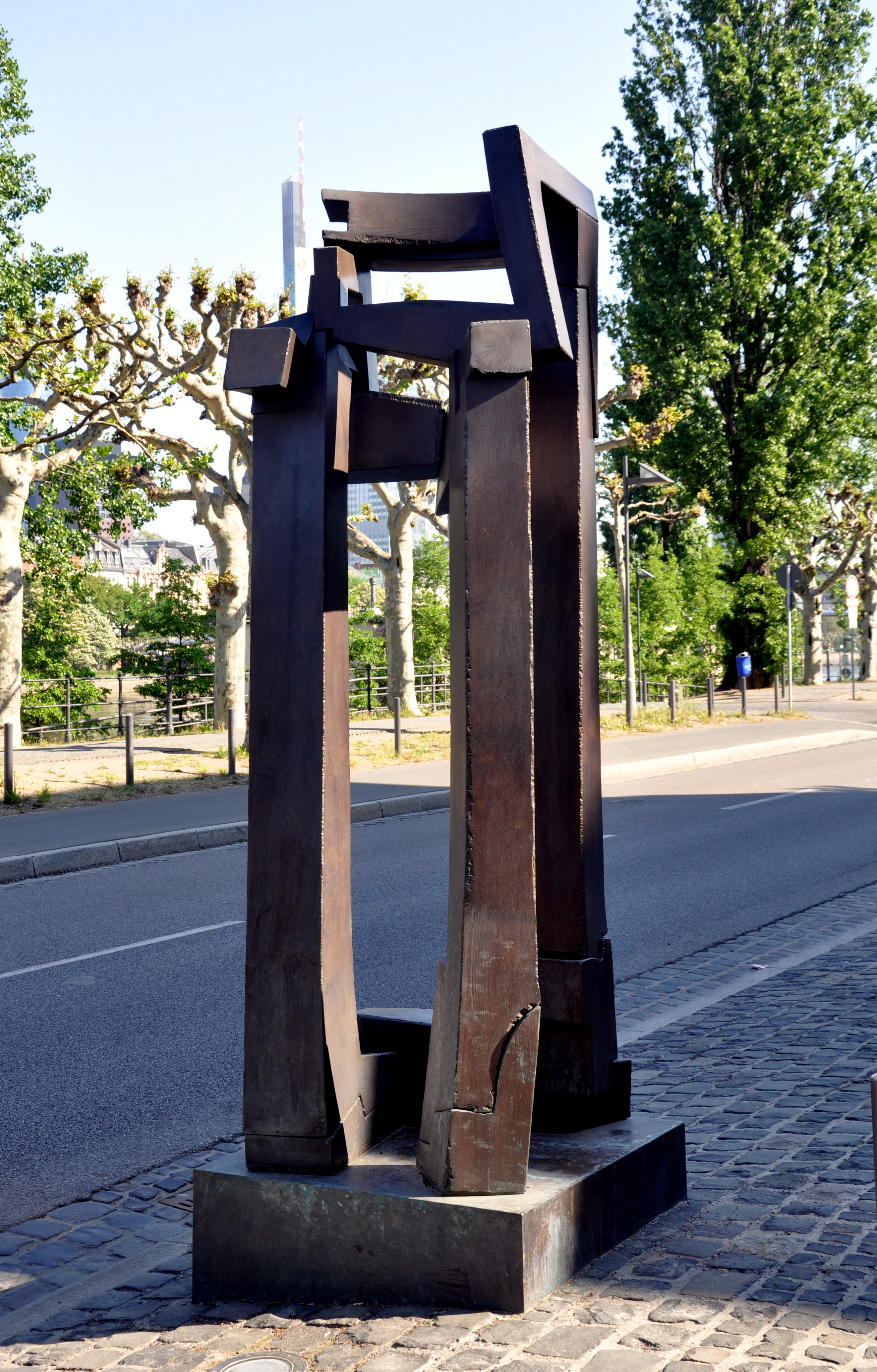
Skulptur (2009), Museum Giersch